# Jacqueline Marval
Pour les articles homonymes, voir Marval (homonymie) et Marie-Joséphine.
Jacqueline Marval, née Marie-Joséphine Vallet le 19 octobre 1866 à Quaix-en-Chartreuse (Isère) et morte le 28 mai 1932 à Paris, est une artiste peintre française.
Son art s'inscrit aux marges du fauvisme.

## Biographie
(avril 2020).
Jacqueline Marval est née à Quaix-en-Chartreuse, près de Grenoble, en 1866, d’une famille d’instituteurs de huit enfants. Elle poursuit sans conviction des études qui la destinent à l’enseignement. Elle se marie et la perte de son premier enfant provoque le tournant décisif de son existence. Elle se retrouve seule, subsistant grâce à des travaux de giletière. 

Elle vient à Paris vers 1895-1896 où elle habite au 9, rue Campagne-Première au cœur d’un vivier d’artistes dans le quartier de Montparnasse. Elle mène alors une vie de couturière avant de se consacrer à la peinture peu avant la fin du siècle. Son compagnon, le peintre Jules Flandrin (1871-1947) — élève de Gustave Moreau aux Beaux-Arts de Paris — lui fait côtoyer Albert Marquet, Henri Matisse, Henri Manguin et Georges Rouault et la représentera plusieurs fois dans ses tableaux.

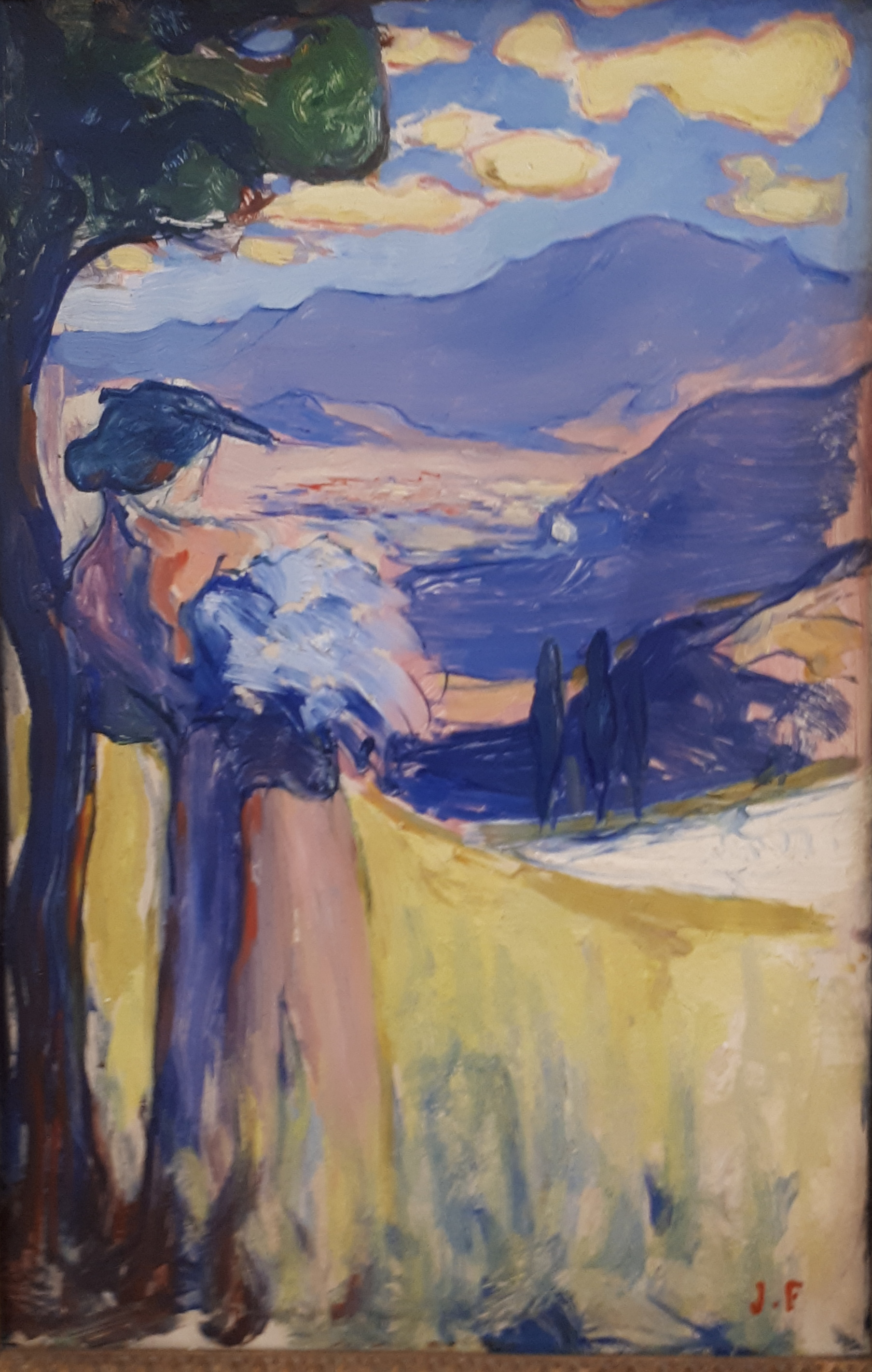
Jules Flandrin, Femme au bouquet devant le Moucherotte (Jacqueline Marval), vers 1897, musée de Grenoble
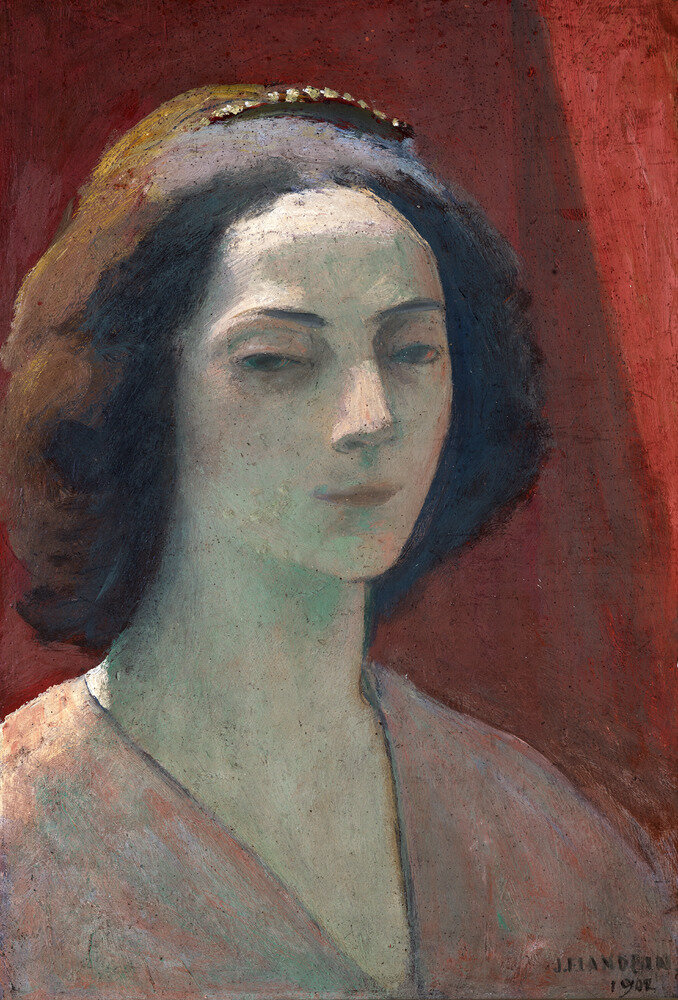
Jules Flandrin, Portrait de Jacqueline Marval, 1907, musée de Grenoble

Ses œuvres sont refusées au Salon des indépendants de 1900, comme celles de beaucoup de ses confrères. L'année 1901 marque sa première participation à ce Salon. Berthe Weill, Ambroise Vollard, puis Eugène Druet s’intéressent à son œuvre, achètent et présentent ses tableaux.
Après l’exposition de février 1902 où la peinture de Matisse, Marquet, Jules Flandrin et Marval est présentée pour la première fois en un lieu privé, chez Berthe Weill, dans la petite galerie au 25, rue Victor Massé à Paris, elle entame une longue activité picturale jalonnée de nombreuses expositions, tant à Paris qu’en Europe, aux États-Unis ou en Asie.
Son tableau Les Odalisques (musée de Grenoble), étonne lors du Salon des indépendants en 1903. Propriété de Vollard, sa toile Les Cigales y est montrée en 1906.
Elle meurt dans la pauvreté à Paris le 28 mai 1932.

## Expositions principales

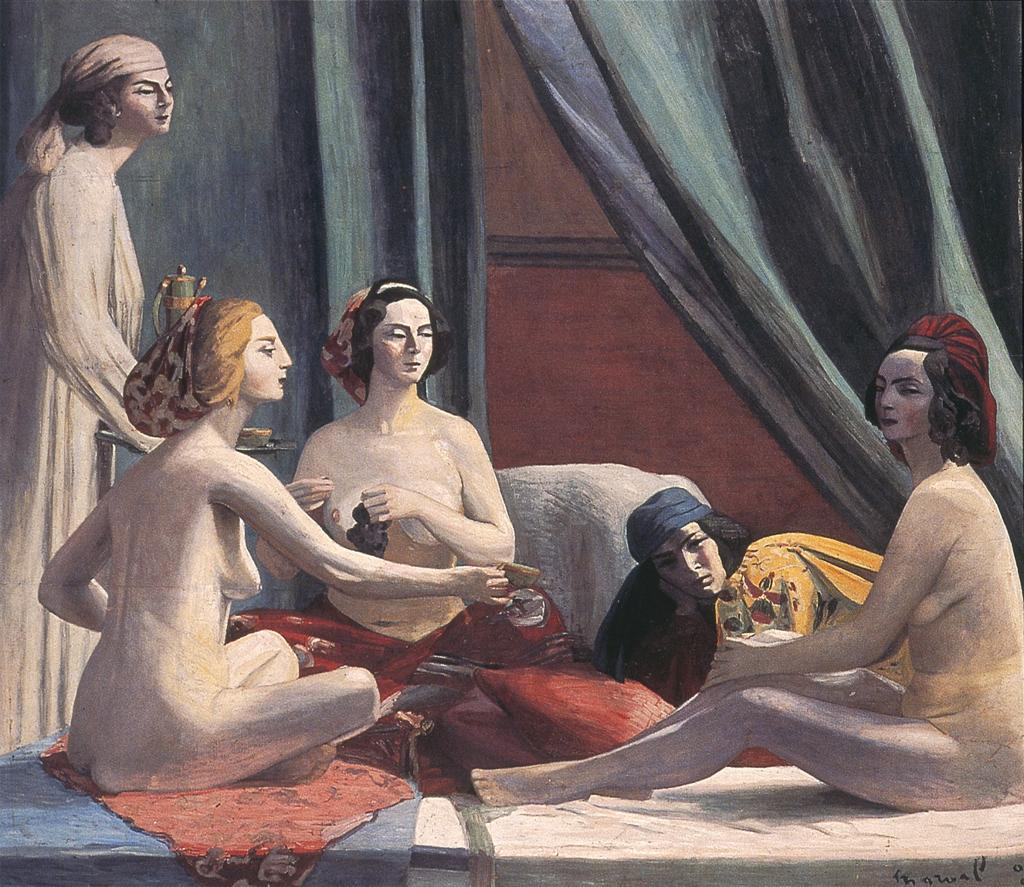
Jacqueline Marval, Les Odalisques (1903), huile sur toile,, musée de Grenoble.

## Œuvres principales

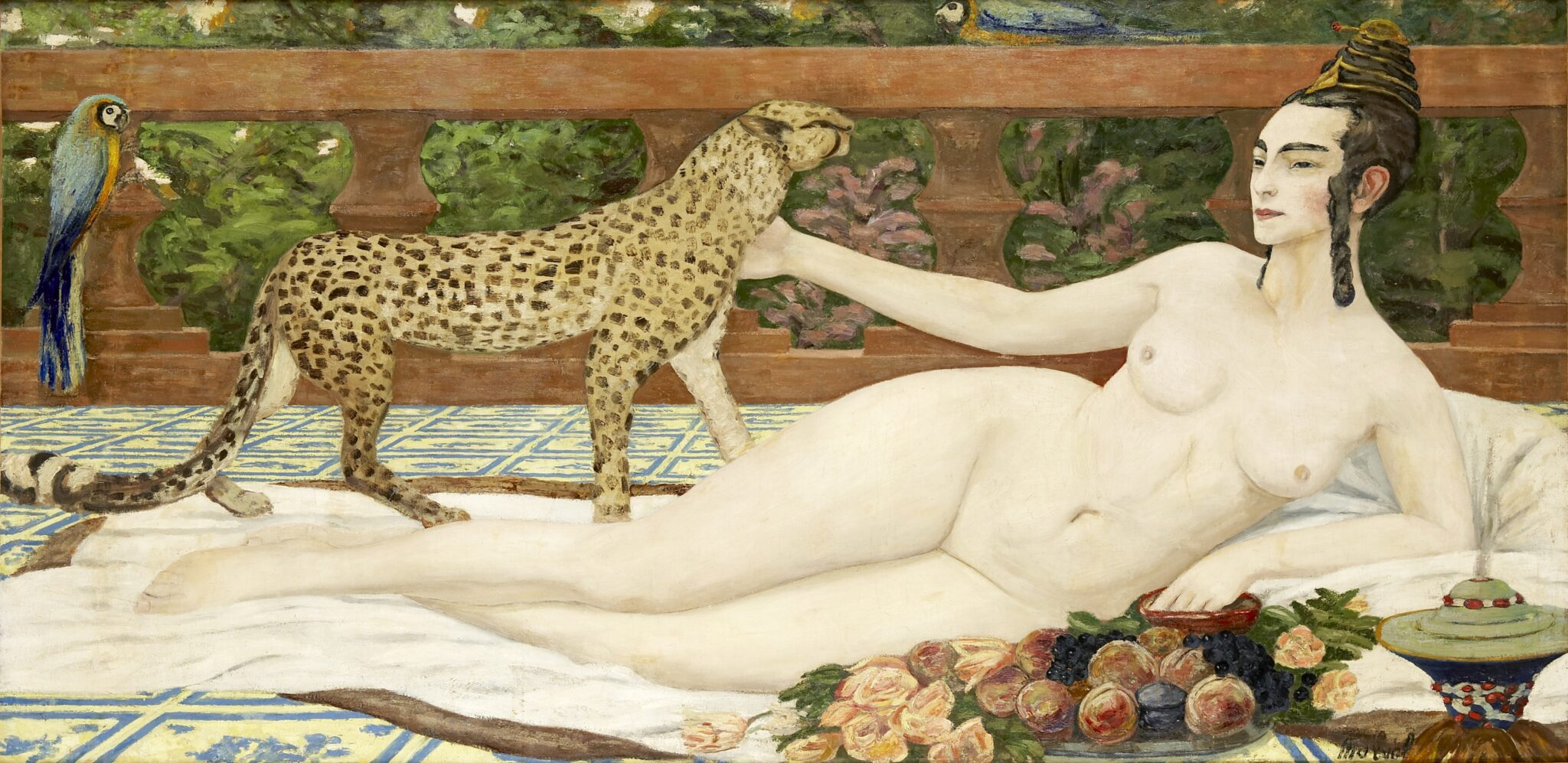
L'Odalisque au guépard, 1900

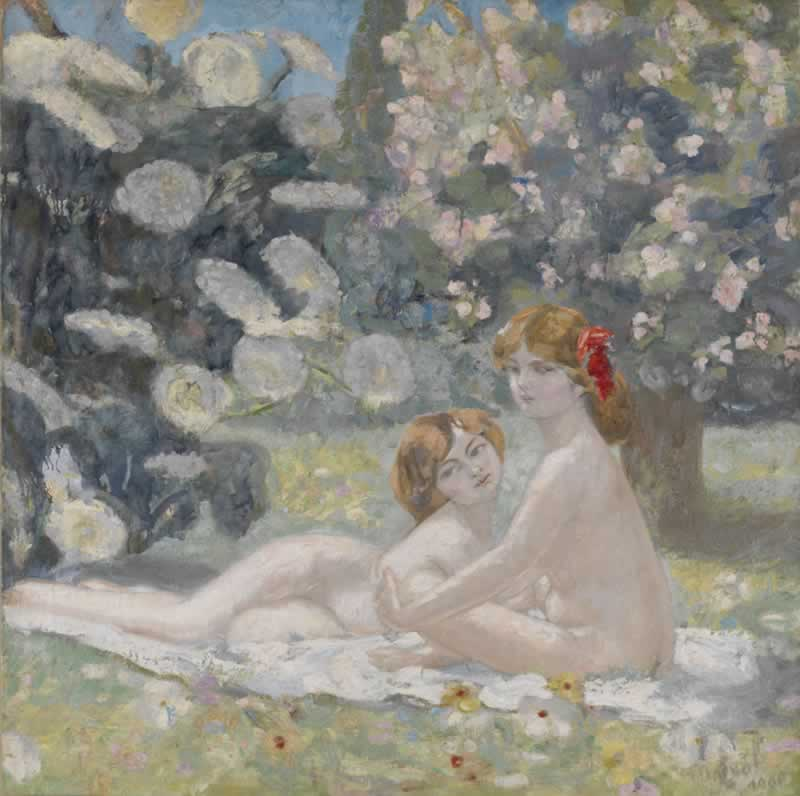
Les Cigales, vers 1906

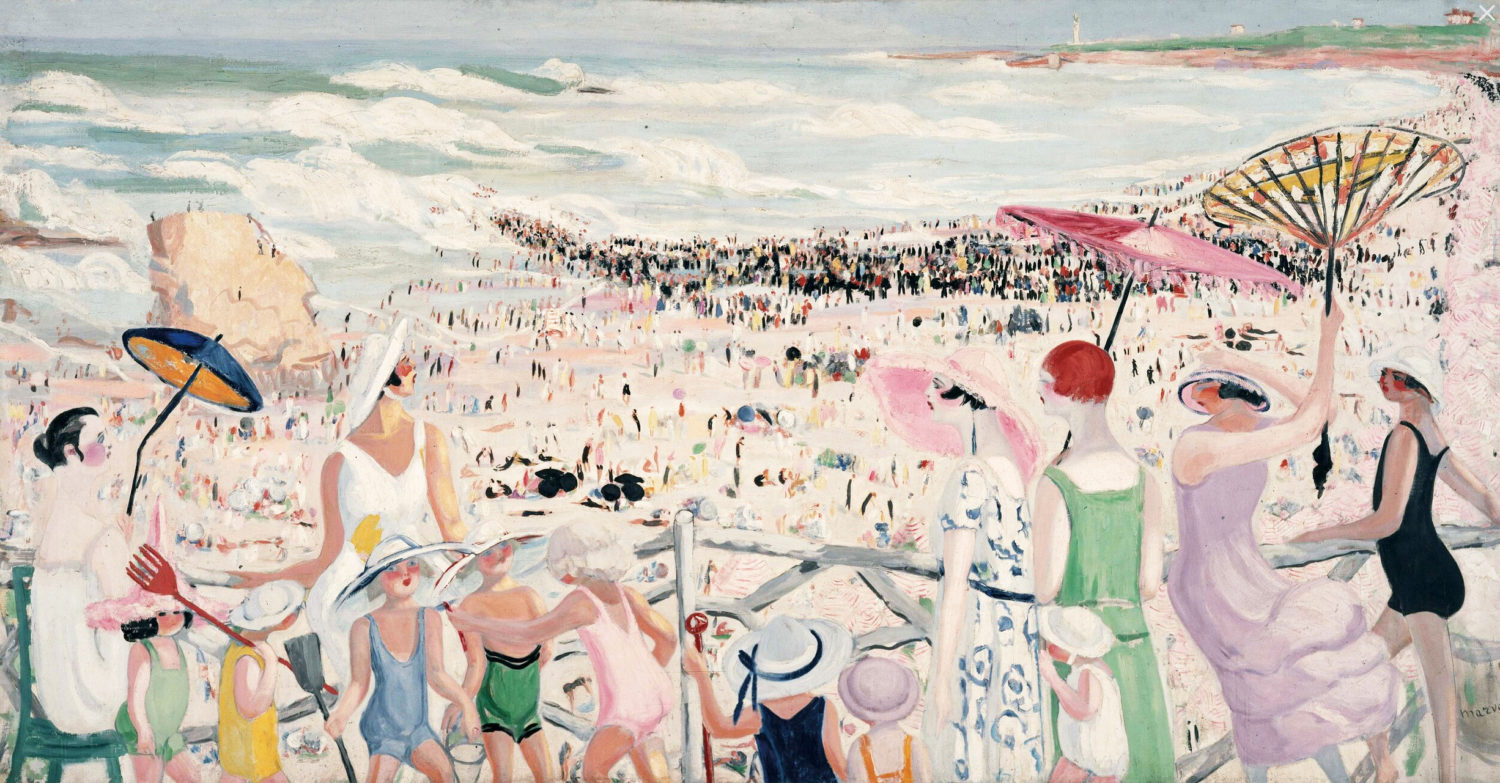
La Grande Plage à Biarritz, 1923

- Femme nue étendue, huile sur toile, Musée des Beaux-Arts de Chambéry[11].
- L'Odalisque au guépard, 1900, collection particulière.
- Les Odalisques, 1903, musée de Grenoble[12].
- Étude pour L'Extrême automne, 1905, huile sur toile, Musée Paul-Dini (Villefranche-sur-Saône)[13].
- Les Cigales, vers 1906, musée Léon-Dierx.
- Nu étendu ; Jeune femme étendue, entre 1907 et 1909, huile sur toile, Musée Paul-Dini (Villefranche-sur-Saône)[14].
- Fantaisie sur Sylvie, le Chant d'Adrienne, Hommage à Gérard de Nerval, 1910-1911, collection particulière.
- Les Trois roses, huile sur toile, 1911, collection particulière.
- Grand nu bleu, 1913, huile sur toile, Musée Mainssieux (Voiron)[15].
- Les Porteuses de fleurs, 1914, huile sur toile, Musée Goya (Castres)[16].
- La Clownesse au Carcan (Dolly Davis,) 1921, huile sur toile, Musée Sahut, Volvic.
- La Danseuse de Notre-Dame, 1921, huile sur toile, collection particulière.
- Baigneuse au maillot noir, vers 1920-1923, huile sur toile, collection particulière.
- La Figurante (ou) La Mystérieuse - Portrait assise de Dolly Davis, 1923, huile sur toile, collection particulière.
- La Grande Plage à Biarritz, 1923, Musée d'Arts de Nantes.
- Agnès et ses roses, 1925, huile sur toile, Musée Hébert, Grenoble.
- L'Espagnole, 1925, Musée Paul-Dini, Villefranche-sur-Saône[17].
- Les Frivoles, huile sur toile, Musée d'arts de Nantes[18].
- Portrait du peintre Henri Girardot, huile sur toile, Musée de Grenoble[19].
- Portrait de Deloras, enfant, avant 1932, huile sur toile, Musée de Grenoble[20].
- Bouquet de fleurs, avant 1933, huile sur toile, Musée de Grenoble[21].

## Hommage
- Une place lui est dédiée à Grenoble.